# 안티오코스 6세 디오니소스
안티오코스 6세 디오니소스(그리스어: Αντίοχος Στ' Διόνυσος, 기원전 148년 ~ 기원전 138년)는 셀레우코스 제국의 왕으로 알렉산드로스 발라스와 이집트 프톨레마이오스 8세의 딸 클레오파트라 테아의 아들이었다.

## 생애
안티오코스 6세는 실제로 다스리지는 않았다. 그는 기원전 145년 디오도투스 트리폰 장군에 의해 데메트리오스 2세에 반대하여 왕좌의 상속자로 지명되었고 장군의 도구로 남았다. 약 기원전 142/141년에 어린 왕이 사망했다. 일부 고대 작가들은 왕의 죽음에 디오도투스의 책임이 있다고 했으며, 다른 작가들은 수술 중에 사망했다고 하였다.

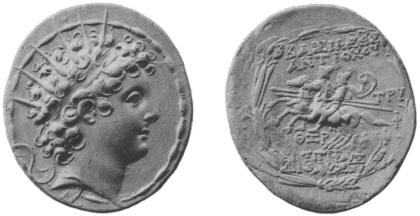
안티오코스 6세의 주화. 동전 뒷면은 말을 탄 카스토르와 폴리데우케스를 나타낸다. 그리스어 비문은 ΒΑΣΙΛΕΩΣ ΑΝΤΙΟΧΟΥ (안티오코스 왕)이라 적혀있다. 시기를 나타내는 ΘΞΡ는 셀레우코스 시대 169년이며, 기원전 144-143년과 일치한다.

## 참고 서적
Schürer, E. (1973). 《A History of the Jewish People in the Age of Jesus Christ (175 BC- AD 135)》 Revis ait by G. Vermes a F. Millar판. Edinburgh. 183–197쪽.